# Bosco di Montefusco Irpino
Bosco di Montefusco Irpino este o arie protejată (arie specială de conservare — SAC, sit de importanță comunitară — SCI) din Italia întinsă pe o suprafață de 713 ha, integral pe uscat.

## Localizare
Centrul sitului Bosco di Montefusco Irpino este situat la coordonatele 41°02′27″N 14°49′49″E / 41.040833°N 14.830278°E.

## Înființare
Situl Bosco di Montefusco Irpino a fost declarat sit de importanță comunitară în mai 1995 pentru a proteja 25 de specii de animale. Situl a fost protejat și ca arie specială de conservare în mai 2019.

## Biodiversitate
Situată în ecoregiunea mediteraneană, aria protejată conține 1 habitat natural: Păduri de Castanea sativa.
La baza desemnării sitului se află mai multe specii protejate:
- păsări (18): ciocârlie-de-câmp (Alauda arvensis), fâsă-de-câmp (Anthus campestris), caprimulg (Caprimulgus europaeus), prepeliță (Coturnix coturnix), șoim de iarnă (Falco columbarius), Falco naumanni, șoim călător (Falco peregrinus), sfrâncioc roșiatic (Lanius collurio), ciocârlie de pădure (Lullula arborea), ciocârlie de bărăgan (Melanocorypha calandra), gaia neagră (Milvus migrans), gaia roșie (Milvus milvus), viespar (Pernis apivorus), sitar de pădure (Scolopax rusticola), turturică (Streptopelia turtur), mierlă (Turdus merula), sturz-cântător (Turdus philomelos), sturz (Turdus pilaris)
- amfibieni (1): Triturus carnifex
- mamifere (3): liliac comun (Myotis myotis), liliacul mare cu potcoavă (Rhinolophus ferrumequinum), liliacul mic cu potcoavă (Rhinolophus hipposideros)
- nevertebrate (2): croitorul mare al stejarului (Cerambyx cerdo), Melanargia arge
- reptile (1): șarpele cu patru dungi (Elaphe quatuorlineata)

Pe lângă speciile protejate, pe teritoriul sitului au mai fost identificate 3 specii de amfibieni, 1 specie de mamifere, 2 specii de nevertebrate, 3 specii de reptile.